# اوکونومی‌یاکی

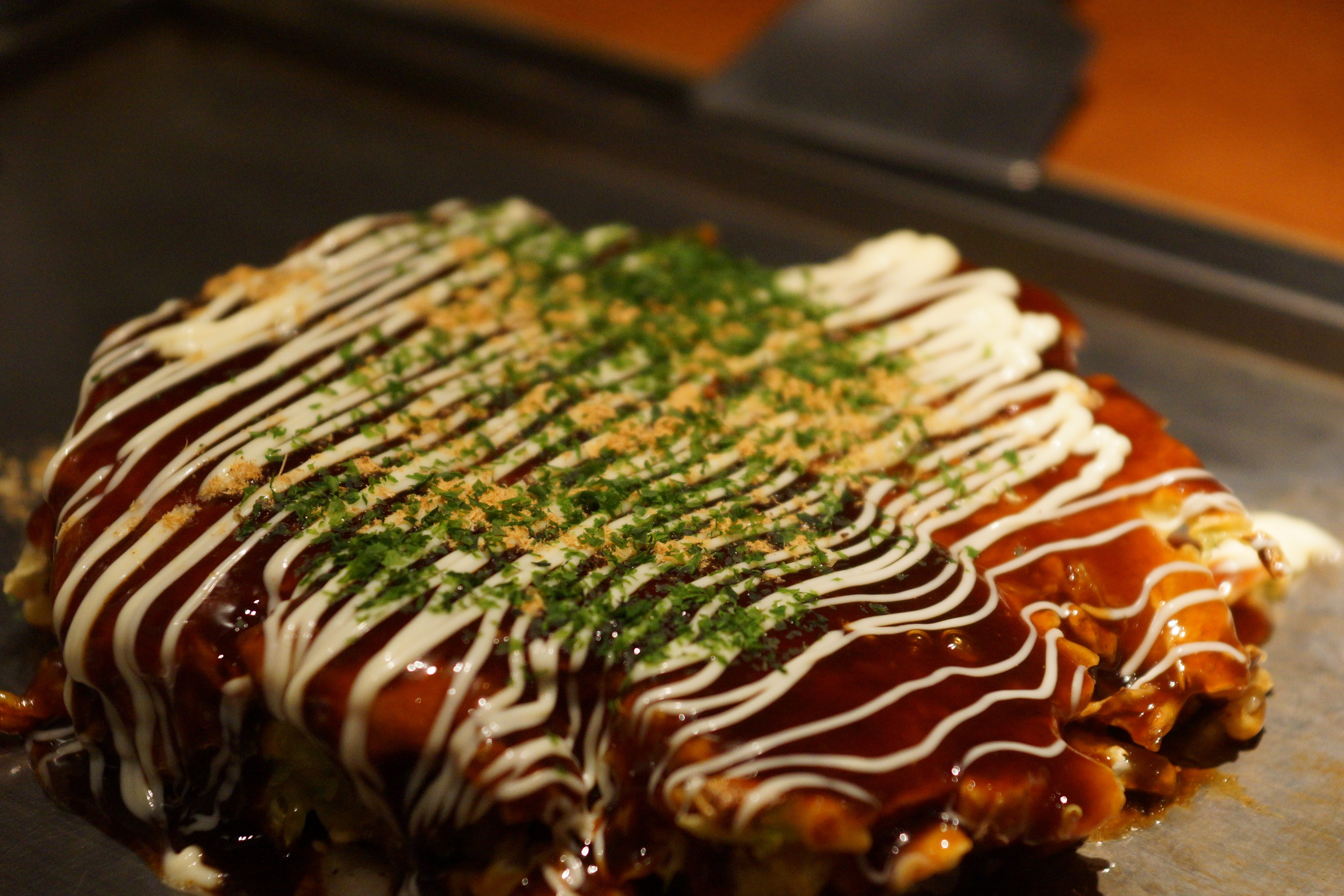
اوکونومی یاکی

اوکونومی یاکی (به انگلیسی: Okonomiyaki) (به ژاپنی: お好み焼き) یک نوع غذای ژاپنی است که بر روی ماهیتابه تهیه می‌شود. این غذا ترکیبی است از حل کردن آرد در آب که به صورت خمیری آبکی در می‌آید و سبزیجات، گوشت، مواد غذایی دریایی‌ای که در داخل این خمیر ریخته می‌شود. این مواد با هم مخلوط شده و سپس روی ماهیتابه سرخ می‌شود. طعم و مزهٔ اوکونومی یاکی پس از سرخ کردن با سس مخصوص اوکونومی یاکی که به صورت آماده نیز فروخته می‌شود و مایونز و دیگر مواد به صورت دلخواه صورت می‌گیرد. در مناطق مختلف ژاپن انواع مختلف و مخصوص اوکونومی یاکی طبخ می‌شوند.

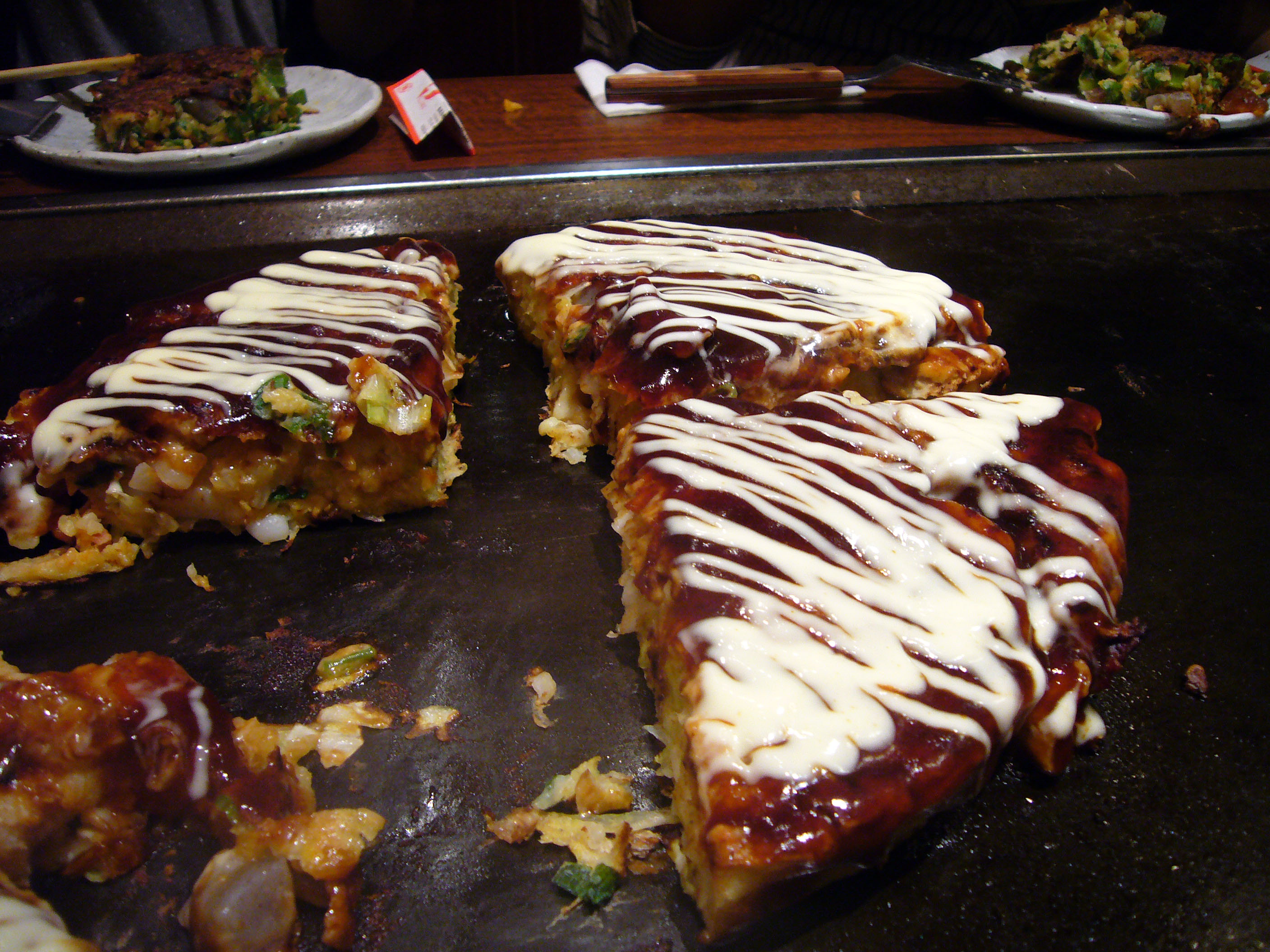
اوکونومی یاکی
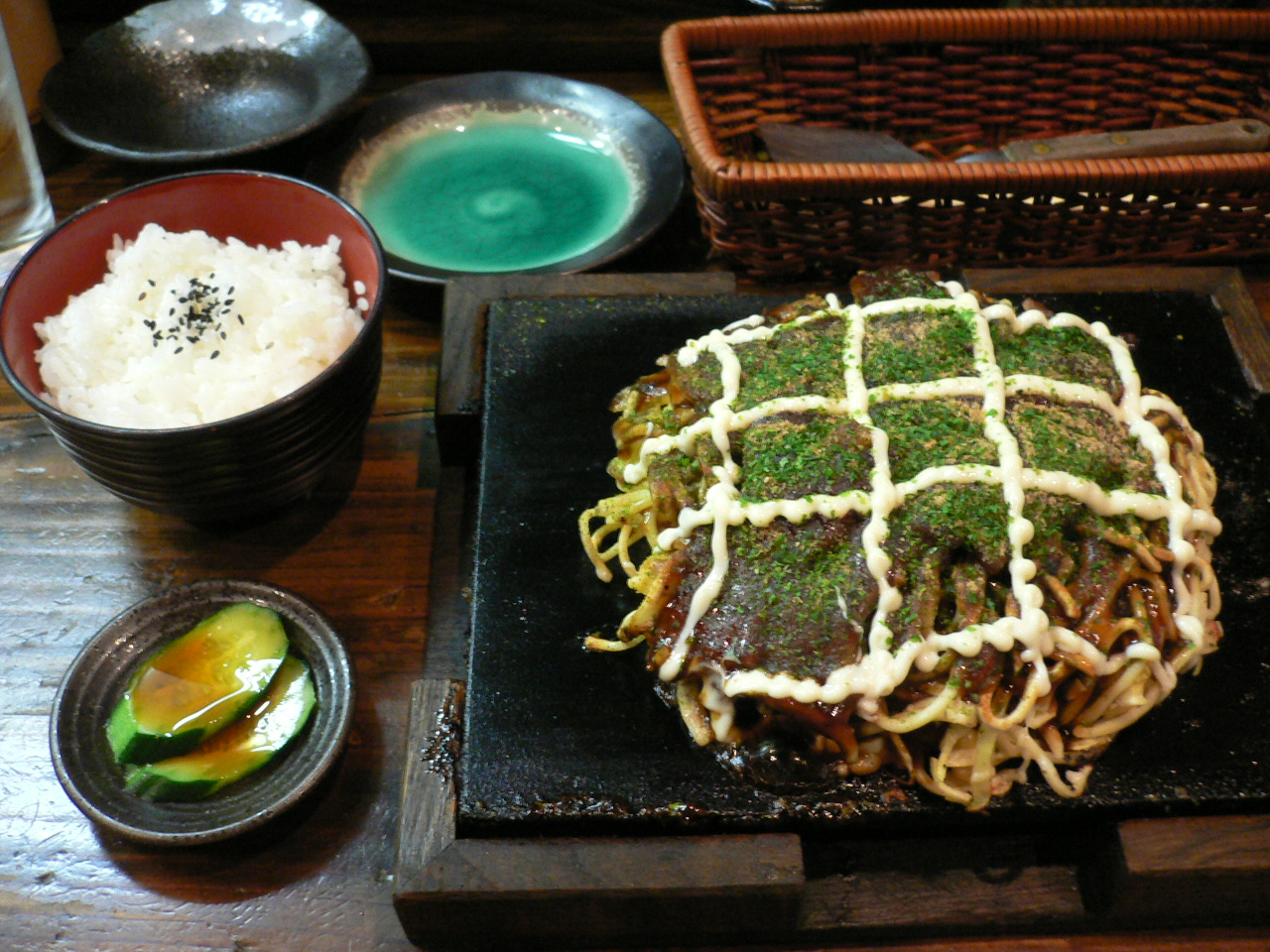
یک پرس اوکونومی یاکی همراه برنج در رستوران
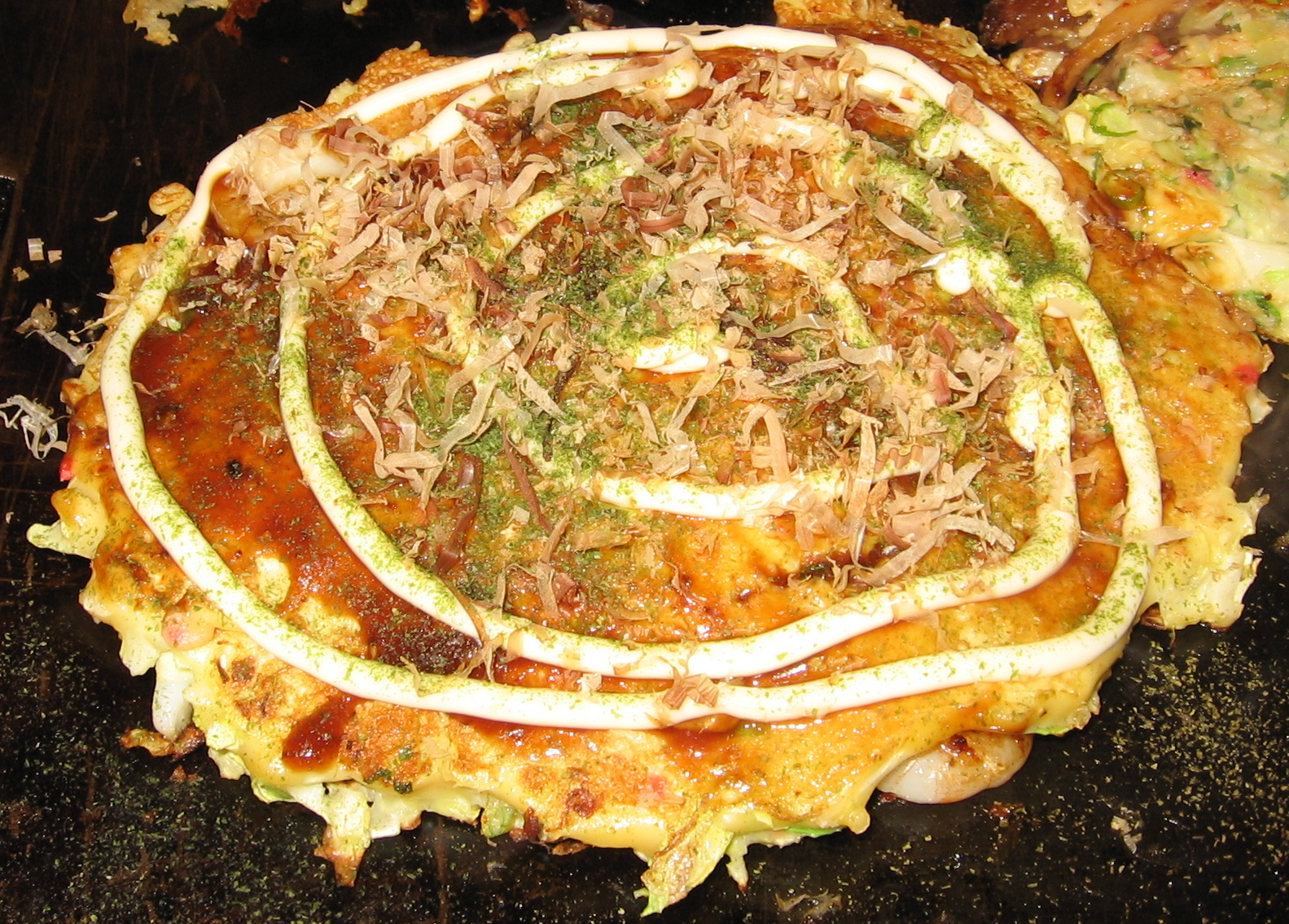
اوکونومی یاکی